# G☆Boy's
G☆Boy's（じーぼーいず、別名:ぎふだんし）は、岐阜県初で岐阜県発のメンズアイドルユニットの立ち上げを目指すべく活動を開始した。「岐阜県から」「グローバルに」「グレイテストで」「元気を届けたい」をコンセプトに掲げ世界を目指して活動中。略表記はGB。

## メンバー
| 氏名                      | ニックネーム | 誕生日                 | 出身   | イメージカラー | X(旧Twitter) | 備考                     |
| ------------------------- | ------------ | ---------------------- | ------ | -------------- | ------------ | ------------------------ |
| 双葉ユタ ふたばゆた       | ゆた         | 1999年12月28日（25歳） | 愛知県 | 爽やかグリーン | @GB_yt_yuta  | お笑い担当               |
| 桜木しおん さくらぎしおん | しおん       | 1996年12月24日（28歳） | 岐阜県 | ライトブルー   | @GB_so_shion | ゆるキャラ担当           |
| 花宮大輝 はなみやだいき   | だいちゃん   | 2001年8月26日（23歳）  | 福井県 | ボスべビピンク | @GB_dk_daiki | ファッションリーダー担当 |

### メンバー略歴
初期メンバーは、力丸、歌原世那、双葉ユタの3名であった。その後、練習生として、桜木しおん、花宮大輝が加入した。2023年5月1日に練習生2名が正規メンバーとして昇格し、5名で活動する。6月30日に歌原世那、10月1日に力丸がグループを脱退した。

## 概要

### プレデビュー期：2022年
2022年8月26日に初期メンバー募集告知。
11月23日にメンバー大募集と称し、オーデションが岐阜市内で開催された。
。
12月24日、第1期プレデビューライブが栄シアターＺＯＮＥにて、初期メンバー3名で開催された。1stオリジナル曲「Escape」を披露した。
12月25日、本格デビューを前に、岐阜市の柳ヶ瀬商店街でお披露目ミニライブを開いた。

### 本格デビュー期：2023年

#### 2月
5日に揖斐郡大野町の来振寺にて節分星まつりに参加。メンバー3名が、護摩木の炭火の上を素足で歩く火渡りで御利益を祈願した。
18日、オリジナルグッズ第1弾として「マフラータオル」を発売。official web shop にてネット販売も開始。
26日、MAHA G岐阜に初出演。

#### 3月
5日、クロスロードにて「G☆Boy'sカフェ」を初開催。
12日、各務原市地域映画「川上貞奴生誕150周年記念映画」の撮影にて双葉ユタがセリフ付き役の俳優デビューを果たす。
14日、栄シアターZONEにてデビューライブを開催。動員目標50人を目指す。オリジナル曲「ジェラシー」を初披露。19日、「濃姫まつり」で、岐阜発3人組ダンスボーカルユニット「G☆Boy’s」が、本巣市出身のレゲエ歌手MEGAHORN（メガホーン）の「一凛（いちりん）」を披露する。クロスロードにて力丸生誕祭を開催する。

#### 4月
2日、谷汲山華厳寺にて「第33回 谷汲さくら祭」に出演する。
14日、第2回 G☆Boy's cafeを開催する。
30日、MAHA　G岐阜に出演する。

#### 5月
1日、G☆Boy's5人体制お披露目公演「G☆Boy's Beginning Live@柳ヶ瀬 ANT'S」を開催。桜木しおん、花宮大輝が正規メンバーとなる。
28日、MAHA G岐阜に出演する。

#### 6月
9日、クロスロードにて歌原世那生誕祭を開催する。
18日、Gフェスタを岐阜CASPERで開催する。
25日、MAHA G岐阜に出演する。
29日、歌原世那がグループ脱退を発表する。
30日、クロスロードにて、歌原世那ラストライブを開催した。

#### 7月
11日、ハニカムセンinサンシャイン栄に出演する。
30日、MAHA G岐阜に出演する。

#### 8月
1日、ポイントカードを導入する。ポイントに応して特典がある。
9日、好きなメンバーと1対1で、3分間オンライン動画通話ができる「トークポート」初開催する。
19日、円徳寺でフリーライブを開催する。
29日、花宮大輝生誕祭をキャスパーにて開催する。

#### 9月
4日、ハニカムセンinサンシャイン栄に出演する。9日、Gナイトにて大運動会を行う。
23日、力丸がグルーブ脱退を発表する。

#### 10月
1日、山県市ふるさと栗まつり、円徳寺フリーライブに出演する。力丸ラストステージ。
4日、「Ｘ」にてメンバーからファンに対する「いいね」を解禁する。
6日、公式Ｘにてライブのセットリストが公開されるようになる。
7日、刃物まつりに出演する。
14日、岐阜刑務所「岐阜矯正展」に出演する。
22日、東海学院大学「東海祭」に出演する。

#### 11月
3日、柳ヶ瀬・日ノ出町「幻まつり」に出演する。
5日、本巣市織部まつりに出演する。
17日、ファンミーティングを開催する。
23日、初の撮影会が開催される。場所は金公園とハートフルスクエアG研修室。
24日、桜木しおん生誕祭が、柳ヶ瀬ANTSにて開催される。

#### 12月
1日、トークポートが3分/2500円→5分/3000円に変更される。
7日、「クリスマス会参加券」が当たる、配信大くじ引き大会が開催される。
9日、花宮大輝がお休みのため、双葉ユタ、桜木しおんの2名でG☆Nightを開催する。
23日、撮影会を開催する。
28日、双葉ユタ生誕祭を、柳ヶ瀬ANTSにて開催する。G☆boy's初となるアクリルキーホルダーを販売する。
30日、年末ダラダラ配信と称する写メ会を開催する。配信時間は6時間28分16秒。

### 2024年

#### 1月
4日、金神社で初詣。
11日、双葉ユタが、R‐1グランプリ2024、東京1回戦に出場するも不合格となる。ネタはオリジナルの「最高すぎる」であった。13日、初路上ライブ開催する。20日、三重県湯守座にて「STELLAθ」とライブを開催する。24日、公式HPがリニューアルされる。25日、岐阜定期公演にてスーツでライブを行う。

#### 2月
12日、特典券の利用ルールが改定される。メンバー毎の特典券、購入当日のみ有効、まとめ買い（1万円で11枚）が廃止など。17日、ぎふチャンラジオ「ゆっこ学園月曜なのに金パーソン」に出演する。22日、花宮大輝が「ジャパンミスターコンテストvol.8」にエントリーする。

#### 3月
1日、花宮大輝が「ジャパンミスターコンテストVol.8」準グランプリになる。2日、1周年記念ライブのチケット販売開始。動員目標50人で達成されれば新衣装がもらえる。3日、第2回貞奴美術祭にて「貞奴、大いに笑う」完成披露上映が行われる。双葉ユタ出演の映画でG☆boy'sも登壇する。14日、G☆boy'sデビュー1周年記念ライブが柳ヶ瀬ANTSにて開催される。動員人数は52人であった。新衣装はすでに用意されており、当日お披露目となった。

#### 4月
6～7日、「第52回岐阜まつり協賛　道三まつり」に出演する。16日、初の横浜遠征にてライブを行う。

#### 5月
1日、「しおだいデビュー1周年ライブ～新しい扉開けて～」がライブハウスCASPERにて開催される。11日、Gナイトにて「春の大運動会」を開催する。25日、フェアリーテールズ名古屋にて「DOKIッLIVE」に出演するが、双葉ユタが体調不良のため欠席。桜木しおん、花宮大輝の2人で出演する。双葉ユタがライブを欠席するのは初めてのことであった。30日、名古屋ReNYにて開催されたJBLデビューライブに出演する。

#### 6月
5日、グッズ第2弾の「メンバーカラーシュシュ」がオフィシャルサイトから購入可能になる。13日、横浜遠征。ライブ後、オフ会を開催する。16日、オールハニカムバーベキューの集い＆ゆるゆるお散歩撮影会が開催される。28日、岐阜定期公演にてメンバーが白執事になりライブが行われた。

#### 7月
3日、公式Xより、路上ライブがしばらく休止との告知あり。14日、会場として使用してきた広場が整備されるため、「柳ヶ瀬日ノ出町より元気を発信！」の開催が最後となる。G☆boy'sはイベントのトリを務めた。15日、キャスパーでは初となるJBLとのツーマンライブが開催された。20日、「G☆boy'sと遊び倒せ！inACグランド」が開催された。ファンは推しのメンバーと二人っきりで、ボーリング、ビリヤード、プリクラ撮影などに興じた。

#### 8月
7日、路上ライブ再開する。毎週水曜日18:30～19:00、場所は、JR岐阜駅北口芝生広場（丸窓電車の前）になる。11日、鷺山夏まつりに出演する。12日、キャスパーにてライブ後、浴衣でお菓子パーティと花火大会が行われる。17日、金公園のお祭りに出演する。アイス早食い大会で花宮大輝が1位となる。23日、がく生誕祭に出演する。コラボ枠でコールユーを2回披露する。27日、花宮大輝生誕祭を柳ヶ瀬ANTSにて開催する。生誕グッズとして、Tシャツ、タオル、アクリルスタンド3種、ブロマイドが販売される。

#### 9月
2日、初MV「ネバーランド」が完成する。Xの100RPで全編公開の企画は、数時間で達成する。4日、お千代稲荷の串カツ豊まるにて開催の「第3回串カツ大食い大会ワールドカップ」に参加する。双葉ユタは18本、花宮大輝は32本であった。14～16日、「ぎふだんしと行くミステリーツアー」を日帰りで開催する。ツアー中は写真撮り放題、推しとのツーショットタイムが設けられた。21日、奥柳ヶ瀬夜市に出演する。27日、岐阜定期にて、ツナギ衣装を披露する。

#### 10月
4日、ぎふ長良川リレーマラソンに参加する。ライブ後、ファミリーランを完走する。結果は3位であった。6日、山県栗まつりに出演する。12日、関刃物まつりに出演する。

## オリジナル曲
・SE（登場音源）
・escape
・ジェラシー
・オールマイベスト
・アイアンハート
・コールユー
・ネバーランド
・スペシャルソニック

## 衣装

### メイン
・タイプR 　・白衣装　・メンカラ衣装（新衣装）

### サブ
・黒衣装（レザー）　・チェック　・ボーダー　・アロハ　・オレンジベスト　・白シャツ　・赤べスト　・メンカラワンッペンペタペタツナギ（花宮監修）

### Tシャツ
・G☆boy'sロゴ（白・黒）　・落書き

## 出演

### 映画
- 川上貞奴生誕 150 周年記念映画「貞奴、大いに笑う」(2024 年）

### CM
- タイヤショップ早野（2023年）[4]